# Julia lebt
Julia lebt ist ein deutscher Spielfilm aus dem DEFA-Studio für Spielfilme von Frank Vogel aus dem Jahr 1963.

## Handlung
Bei einem Schwimmfest erreicht die Kunstspringerin Penny Berger den ersten Platz und erhält dafür einen Blumenstrauß, den sie vergisst. Das sieht, der als Zuschauer in der Schwimmhalle sitzende Gefreite der Grenztruppen der DDR Gunther Rist, und bringt ihn ihr während der anschließenden Feier hinterher. Dafür wird er zum Tanz aufgefordert und darf sie danach auf dem Weg nach Hause begleiten. Hierbei werden beide von ihrem Bruder Karl-Friedrich beobachtet, was Penny bemerkt und deshalb aus Spaß Gunther küsst. Karl-Friedrich, auch Kalle genannt, bezeichnet deshalb seine Schwester als Nutte, weshalb ihn Gunther verprügelt, doch dabei auch einige Blessuren einsteckt. Da er in diesem Zustand nicht in die Kaserne zurückgehen soll, geht er mit den Geschwistern in das Haus ihres Vaters, des Professor Berger, um die gröbsten Spuren zu vertuschen. Da das folgende gemütliche Beisammensitzen mit Penny etwas länger dauert, überzieht Gunther seine Ausgangszeit, bittet nach seiner Rückkehr in die Kaserne Oberleutnant Leopold dafür um eine Bestrafung und bekommt zehn Tage Ausgangssperre.
Doch um Gunther ist es bereits geschehen, denn er hat sich in das Mädchen verliebt. Gleich beim ersten Ausgang nach der Sperre besucht er Penny, bei der sich bereits mehrere Freunde aus ihrer Clique aufhalten. Gunther wird vorgestellt und er bemerkt bereits in den ersten Gesprächen, dass es sich bei denen um snobistisch, pseudointellektuelle junge Leute mit großbürgerlicher Sozialisierung handelt. Selbst Kalle wird vor dieser Gruppe von seinem Vater gewarnt, da diese mit Sicherheit bei seinen bevorstehenden Abiturprüfungen hinderlich sein können. Doch der will nichts mit diesen Leuten zu tun haben und lädt Gunther, mit dem er sich inzwischen gut versteht, in das nahegelegene Klubhaus der FDJ ein, doch der ist ja eigentlich wegen Penny gekommen. Die schafft es, ihre Freunde alle nach Hause zu schicken und verlangt von Gunther, der bis zu Mittag des nächsten Tages Ausgang hat, sie zu küssen, was ihm noch ein wenig schwerfällt. Um ihn zu beeindrucken, spielt sie, die privaten Schauspielunterricht nimmt, mehrere Szenen aus William Shakespeares Romeo und Julia vor und beide landen danach bis zum nächsten Morgen im Bett. Nachdem Gunther wieder in seiner Dienststelle ist, trifft der Zahnarzt und ehemalige Verehrer Bob Hasslinger bei Penny ein, gewinnt seine Macht über sie wieder zurück und fährt mit ihr am nächsten Tag nach Ahrenshoop in Urlaub.
Gunther liegt im Krankenhaus und hat den Kopf fast völlig verbunden. Der Grund war ein schwerer Verkehrsunfall mit dem Motorrad, das sein Freund Struppel fuhr und auf dem er als Sozius mitfuhr. Seine Gedanken drehen sich ständig um Peggy, denn er weiß ja nicht, dass sie an der Ostsee mit Bob ihren Urlaub verbringt. Da er durch den Verband die Krankenschwester Li nicht sehen kann, vermutet er, dass sie schon älter ist, und bittet sie, einen Brief an Peggy zu schreiben, in dem er ihr seine Liebe versichert. An einem der nächsten Tage erhält er einen Brief von Kalle, dem Bruder Pennys, der ihm von Li vorgelesen wird. Darin steht, dass er einen Brief von Penny erhalten hat, worin sie schreibt, sie hätte sich die Geschichte mit Gunther gründlich überlegt und er habe so etwas wie sie nicht verdient. Jetzt muss sie sich erst einmal wieder selbst finden, wobei ihr Bob hilft.
Erst als Gunther der Kopfverband abgenommen wird, bemerkt er, was Schwester Li für eine junge, hübsche Frau ist. Beide verbringen in den kommenden Tagen viel Zeit miteinander und lernen sich bei ausgedehnten Spaziergängen durch den Park des Krankenhauses näher kennen, wobei sich ihre Gefühle zueinander immer mehr verstärken und sie ein Paar werden. Doch dann kommt eines Tages ein Brief von Penny in dem steht, dass sie ihn braucht, da sie sich immer allein fühlt. Gunther, der immer noch im Krankenhaus liegt, erzählt Li davon und möchte von ihr einen Rat. Doch er kann nicht verheimlichen, sich bereits entschieden zu haben. Als Li in den Urlaub zu ihrer Mutter fährt, reist Gunther mit ihr mit und am Bahnhof kommt es zur endgültigen Trennung, obwohl er ihr noch bestätigt, sie auch zu lieben. Bei ihrer Mutter angekommen erzählt ihr Li, dass sie ein Kind bekommt, aber trotzdem nicht mit dem Vater zusammenbleiben will.
Bei Penny angekommen, erzählt Gunther von Li und der kurz zuvor erfolgten Trennung. Viel Zeit hat sie nicht, denn sie will am Theater vorsprechen, um dort in Zukunft zu arbeiten. Zweifel hat sie keine, angenommen zu werden, denn ihr Selbstbewusstsein hat in den vergangenen Wochen nicht gelitten. Wieder in der Kaserne angekommen, bekommt Gunther Ärger mit seinem Freund Struppel, als der hört, dass er wieder mit Penny zusammenleben will, obwohl sie ihn so schäbig behandelt hat. Zurück zu Hause, schimpft sie auf die Prüfungskommission, die ihr empfiehlt, erst einmal den Beruf zu studieren. Obwohl er versucht, sie auf die Ernsthaftigkeit des Lebens hinzuweisen, wozu auch gehört, selbst etwas zu leisten und nicht alles geschenkt zu bekommen, reagiert sie nicht darauf und kann mit ihrer sorgenfreien Haltung Gunther wieder um die Finger wickeln.
Während seines Dienstes an der Grenze wird Gunther durch Schüsse schwer verletzt oder getötet. Auf getrennten Wegen folgen Penny und Li dem, auf einer Trage liegenden, Gunther.

## Produktion und Veröffentlichung
Julia lebt wurde als Schwarzweißfilm unter dem Arbeitstitel Morgen vielleicht von der Künstlerischen Arbeitsgruppe „Heinrich Greif“ gedreht und hatte seine Uraufführung am 1. Oktober 1963 im Potsdam-Babelsberger Kino Thalia. 
Die Dramaturgie lag in den Händen von Willi Brückner. 

## Kritik
Horst Knietzsch schrieb im Neuen Deutschland, dass die Filmschöpfer nach 84 Minuten ihr mühevoll gehäkeltes dramaturgisches Gebilde einfach einreißen, indem sie den Zuschauer keine Antwort darüber geben, wie Günter aus seinem Konflikt mit den beiden Frauen herausfindet, sollte er am Leben bleiben, was auch nicht klar ist. Aber der Streit um das Ende täuscht nicht über die bemerkenswerten Momente des Streifens hinweg. Die optische Gestaltung ist von einer erfreulich atmosphärischen Dichte. Auch der künstlerische Mut, den Konflikt und den Schauplatz so zugespitzt und teilweise extrem zu gestalten, ist anzuerkennen.
Günter Sobe war in der Berliner Zeitung der Meinung, dass es in dem Film mehrere Schwachpunkte gibt, die im Normalfall für einen Verriss reichen würden. Doch dazu hat der Film zu viele Vorzüge. Dazu gehört die starke Leistung der zu großen Hoffnungen berechtigenden, jungen Darstellerin der Penny Berger Jutta Hoffmann, die großartigen stimmungsvollen Bilder mit eigener Atmosphäre des Kameramanns Werner Bergmann und die sehr schöne einfache Musik des Komponisten Hans-Dieter Hosalla. Frank Vogels Regie gelingt es in mehreren Szenen die verschiedenen Komponenten zu beeindruckenden, geschlossenen Passagen zu vereinigen. Es kann ihm jedoch nicht gelingen, die Lücken und Unfertigkeiten des Drehbuchs zu kitten.

In der Neuen Zeit meinte H. U. folgendes: 

„Wieviel Zustimmung und die Sicht dieses Themas auch verdienen und welche Bewunderung Darstellung, Kamera und Musik – als Ganzes bleibt „Julia lebt“ unbefriedigend. Liegt es an der undeutlichen Julia-Symbolik, die auf zufälliger Assoziation und nicht auf konsequenter Analogie beruht, oder an der eigentümlich fragmentarischen Dramaturgie des Films oder an der Unklarheit des Schlusses oder an unglücklichen Details wie der Innenarchitekturausstellungskojenmodernität von Pennys Zimmer? Schwer zu sagen. Es bleibt jedenfalls der Eindruck des künstlerisch ungelösten und des gedanklich unbewältigten.“

Das Lexikon des internationalen Films schreibt: 

„Ein thematisch wie inszenatorisch uneinheitlicher Liebesfilm, der das ‚reaktionäre Kleinbürgertum‘ mit unangenehm polemischen Attacken denunziert.“